# Вера Мухина
Вера Игнатиевна Мухина (1 юли 1889, Рига - 6 октомври 1953, Москва) е руска и съветска скулпторка. Член на Художествената академия на СССР.

## Биография
Родена е в Рига в семейство на търговци. Детските и младежките ѝ години преминават във Феодосия. Именно тук тя взема първите си уроци по рисуване и живопис. След като завършва гимназия, се премества в Москва. От 1912 до 1914 г. живее в Париж. След това пътува до Италия и се запознава със скулптурите и картините на италианския ренесанс. През 1918 г. се омъжва за военен лекар.

## Награди
Носителка е на Държавна награда на СССР 5 пъти – през 1941, 1943, 1946, 1951, 1952 г. Народна художничка от 1947 г.

## Памет
Погребана е в Москва. В Рига и Феодосия има „Музей на Вера Мухина“. В Москва има наречена улица на нейно име.

## Творби
- Работник и колхозничка – 1937 г.
- Паметник на Максим Горки, Нижни Новгород – 1938 – 1939 г.
- Паметник на Чайковски, Москва – 1945 – 1949 г.

- Ескиз за театрален костюм на човек с шпага към драмата „Ужин злых шуток“, 1916
- Ескиз за театрален костюм към пиесата на Александър Блок „Роза и Крест“, гваш, 1916
- Съветският павилион на Изложението в Париж, 1937 г. със статуята Работник и колхозничка
- Статуята Работник и колхозничка в Москва
- Скулптурата Светът върху Планетариума във Волгоград
- Съветска марка: Паметникът на Максим Горки на Вера Мухина и Нижни Новгород на Волга.
- Детайл от експозицията на музея на Вера Мухина в Крим

## За нея
- Зотов А. Мухина Вера Игнатьевна: Народный художник СССР. М.-Л.: Искусство, 1944, 16 с. (Массовая библиотека)
- Воронов Н. В. Вера Мухина (Монография). М.: Изобразительное искусство, 1989, 336 с. ISBN 5-85200-078-7
- Воронов Н. В. „Рабочий и колхозница“. М.: Московский рабочий, 1990, 80 с. (Биография московского памятника). ISBN 5-239-00763-2
- Воронова О. И. Вера Игнатьевна Мухина. М.: Искусство, 1976, 230 с. (Жизнь в искусстве)
- Вера Мухина, 1889—1953 / Авторы-составители Людмила Вострецова и др.; Авторы статей Елена Василевская и др. СПб.: Palace Editions, 2009, 159 с. ISBN 978-5-93332-319-8.